# 在哪裡
《在哪裡》（日語：どこ）為日本歌手木村KAELA的個人第13張單曲，於2009年1月28日由哥倫比亞音樂發行。

## 曲目
1. どこ
  - 作詞／作曲：渡邊忍
2. Phone
  - 作詞：木村KAELA 作曲：渡邊忍
3. どこ（Instrumental）
4. Phone（Instrumental）

## 解説
- 首次KAELA式抒情單曲。
- 每次合作許久的渡邊忍（ASPARAGUS）提供的曲，Kaela都是與其一起創作詞，但kaela表示這回渡邊的詞完成太快了「啊勒～我都還沒寫啊！」但也因達成共識，「詞太美了！我也可能寫不出那種寫實的感覺」捨不得再改之下就直接用了渡邊的作詞，也是首次單曲主打不是本人的作詞。
- 初回特典：Kaela小遊戲下載。
- 「Phone」為本人代言及演出的『Chelate Lemon Pokka 』健康飲料廣告曲。